# Музей истории комбината Ильича
Музей истории комбината Ильича (укр. Музей історії комбінату Ілліча) — посвящённый Мариупольскому металлургическому комбинату имени Ильича музей, основанный в 20 февраля 1987 года в Мариуполе, Донецкой области.

## История
Музей истории комбината Ильича открыт 20 февраля 1987 года.
В 1990-е годы заведующим музея работала Светлана Антоновна Исакова.
В 2002 году, во время ремонта системы отопления, в результате ошибки одного из рабочих здание было затоплено. Позже, благодаря сотруднице Донецкого краеведческого музея Надежде Тарасовой, экспозиция возродилась.

## Экспозиция
В музее открыто 4 зала:
- В первом рассказывается об истории основания зала и как проходила его работа в первое время[2],
- Второй — повествует об истории завода в начало советского периода и о работниках завода, участвующих в Великой Отечественной войне и в советско-афганской войне[2],
- В третьем — рассказывается период восстановления после войны[2],
- Четвёртый повествует о директорах завода[2].

Экспонаты музея состоят из фотографий, документов, личных вещей и наград.

## Галерея

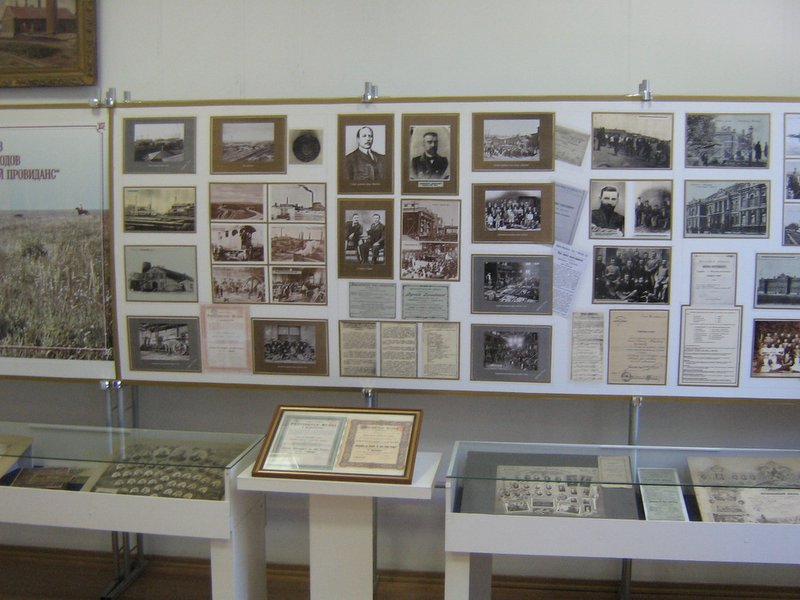
Первый зал
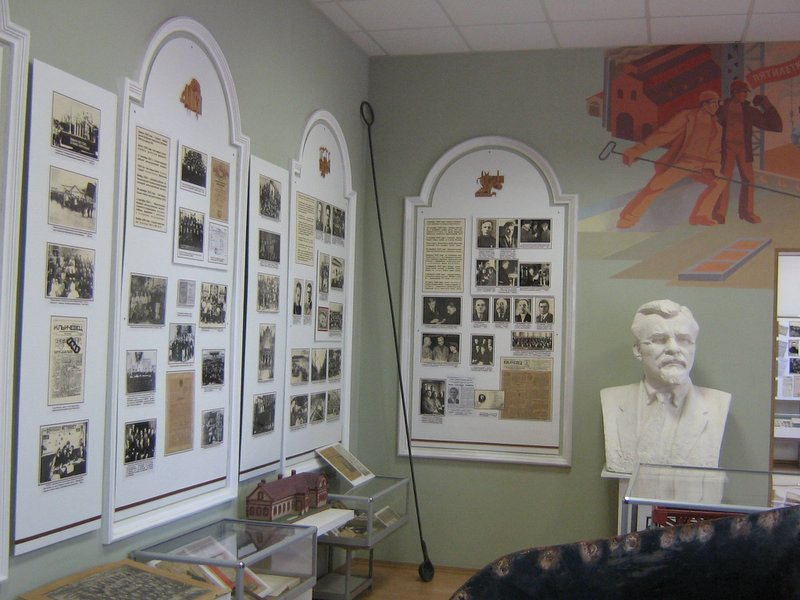
Второй зал
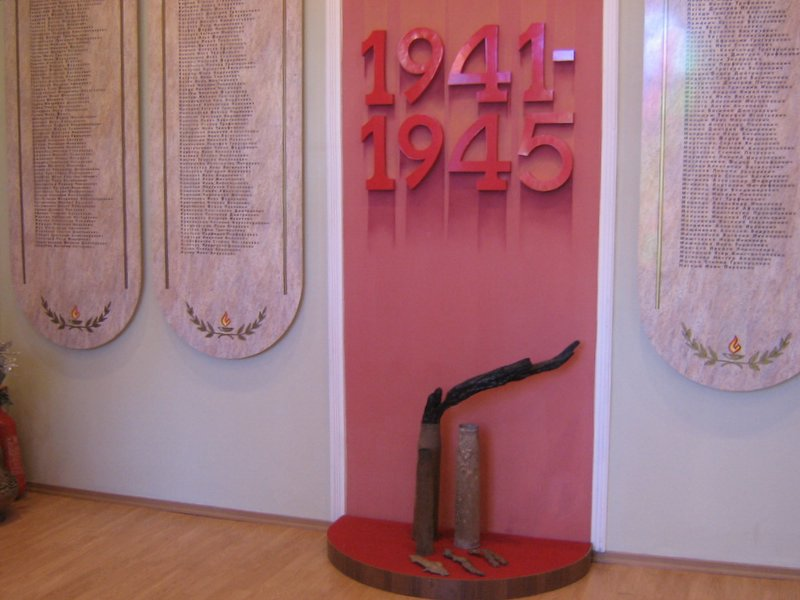
Третий зал
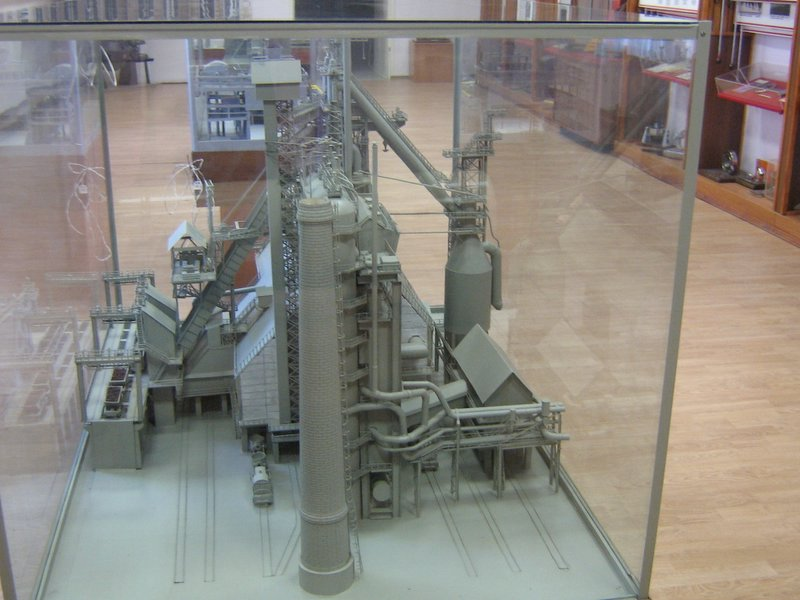
Четвёртый зал